# Душан Ђорђевић
Душан Ђорђевић (Београд, 29. март 1983) бивши је српски кошаркаш. Играо је на позицијама плејмејкера и бека.

## Биографија
Играо је у млађим категоријама Беовука, а у том клубу започео је и сениорску каријеру. Од 2001. године бранио је боје београдског Радничког за који је наступао две сезоне. Сезону 2003/04. одиграо је у Локомотиви Ростов, а наредну је започео у Спартаку из Санкт Петербурга, да би је окончао у грчком Ираклису. У лето 2005. вратио се у Србију и три сезоне био играч Војводине Србијагас. Сезона 2008/09. одвела га је у екипу Босне са којом је освојио и свој први клупски трофеј - Куп БиХ за 2009. годину. Уследиле су две године проведене у словеначкој кошарци. Сезоне 2009/10. играо је за Унион Олимпију и са њом освојио национални куп (2010) и суперкуп (2009). И сезону 2010/11. започео је трофејом у Суперкупу Словеније, али овога пута нашао се у дресу ривалске Крке, а током свог једногодишњег боравка тамо освојио је и Првенство Словеније, али и за сада једини међународни трофеј - Еврочеленџ. Од 2011. па до краја каријере 2023. године играо је за белгијски Остенде са којим је освојио 12 титула у тамошњем националном првенству, као и седам трофеја у купу.
Са кадетском репрезентацијом СР Југославије освојио је златну медаљу на Европском првенству 1999. године.

## Успеси

### Клупски
- Босна:
  - Куп Босне и Херцеговине (1): 2009.

- Унион Олимпија:
  - Куп Словеније (1): 2010.
  - Суперкуп Словеније (1): 2009.

- Крка:
  - Еврочеленџ (1): 2010/11.
  - Првенство Словеније (1): 2010/11.
  - Суперкуп Словеније (1): 2010.

- Остенде:
  - Првенство Белгије (12): 2011/12, 2012/13, 2013/14, 2014/15, 2015/16, 2016/17, 2017/18, 2018/19, 2019/20, 2020/21, 2021/22, 2022/23.
  - Куп Белгије (7): 2013, 2014, 2015, 2016, 2017, 2018, 2021.

### Репрезентативни
- Европско првенство до 16 година:  1999.
- Универзијада:  2005.

### Појединачни
- Најкориснији играч Првенства Белгије (2): 2013/14, 2014/15.
- Најкориснији играч Купа Белгије (1): 2014.